# 本杰明·琼斯
本杰明·琼斯（英語：Benjamin Jones，1882年1月2日—1963年8月20日），英国男子自行车运动员。他曾代表英国参加1908年夏季奥林匹克运动会自行车比赛，获得二枚金牌和一枚银牌。